# Od marca do mája
Od marca do mája je český hraný film z roku 2024 režiséra Martina Pavola Repky.

## Příběh
Film pojednává o životě pětičlenné rodiny, kde se vzájemné vztahy manifestují nenápadnými projevy, ohleduplností, něžností a trpělivostí. Intimní příběh byl natočen podle scénáře režiséra Martina Pavla Repky. Do filmu byly obsazeni neherci a méně známí herci. Režisér se inspiroval mimo jiné tvorbou italského režiséra Ermanna Olmiho.

## Obsazení
| Zuzana Fialová    | matka Romana   |
| Jozef Abafi       | Romanin manžel |
| Natália Fašánková | Míša           |
| Jana Markovičová  | Alžběta        |
| Damián Humaj      | Eliáš          |

## Ohlasy
Kritika na filmu oceňuje především neokázalý portrét života jedné rodiny a jejich nepatrných, přesto důležitých projevů lidské vzájemnosti a ohleduplnosti. Snímek získal Zvláštní uznání poroty soutěže Proxima na Mezinárodním filmovém festivalu v Karlových Varech v roce 2024.